# Mancomunidad Altamira-Los Valles
La Mancomunidad de Municipios Altamira-Los Valles se constituyó en septiembre de 2005 con el objetivo de gestionar conjuntamente los servicios sociales de los ayuntamientos cántabros de Cartes, Santillana del Mar y Reocín y los que se desarrollen en colaboración con el gobierno regional en esta zona de España. Además cuenta con una Agencia de Desarrollo Local (puesta en marcha en diciembre de 2006) y tiene una fuerte programación de actividades de dinamización y educación medioambiental. Catorce trabajadores desarrollan su labor entre la sede, en Puente San Miguel, y los locales que los consistorios ceden para la atención a los vecinos. Su zona de influencia es de 80 kilómetros cuadrados y presta servicio a unas 17.000 personas, repartidas en las 33 poblaciones conforman los tres ayuntamientos asociados en este proyecto.

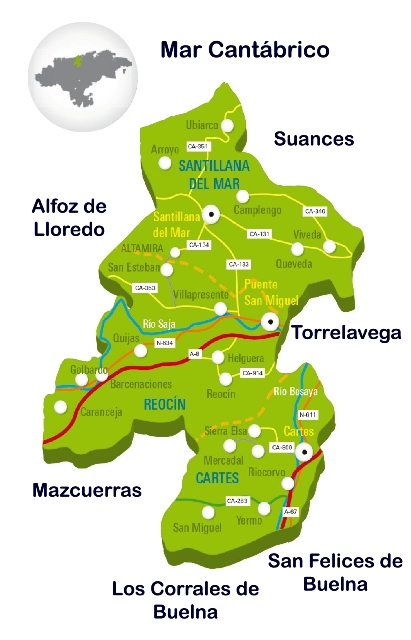
Mapa de la Mancomunidad.

## Servicios sociales
Los servicios sociales de atención primaria de la Mancomunidad, que cuentan con un presupuesto anual base de 587 000 euros, se enmarcan en cuatro programas: acogida y orientación social, dirigido a toda la población; promoción de la autonomía y atención a la dependencia; incorporación social de las personas con riesgo o exclusión; y atención a la infancia y la familia. 
Estas áreas de actuación se traducen sobre el terreno, entre otras acciones, en el acompañamiento en la tramitación de solicitudes de ayudas de los Servicios Sociales del gobierno cántabro, y la gestión en el territorio mancomunado de los servicios de atención domiciliaria, teleasistencia y cáterin social.
Además, se trabaja en la detección de situaciones de riesgo, desprotección, dependencia o exclusión social, y se realizan actividades de prevención con menores, entre otros muchos proyectos.

## Agencia de desarrollo local
La Agencia de Desarrollo Local de la Mancomunidad Altamira-Los Valles comenzó a funcionar en diciembre de 2006 con el objetivo de contribuir al desarrollo socioeconómico de la zona.
Entre sus fines está la consecución del pleno empleo, la mejora de la competitividad de las empresas, el fomento de la cultura emprendedora, la promoción de proyectos, el desarrollo de diferentes acciones formativas y otras iniciativas de desarrollo local que contribuyan a mejorar las condiciones de vida y de trabajo de la población de los ayuntamientos mancomunados.

## Proyectos permanentes
Existe un conjunto de servicios a la comunidad a través de programas temporales. Algunos de ellos, han conseguido una continuidad que les hace prácticamente permanentes:
- Programa medioambiental, que incluye concursos, talleres y cursos gratuitos sobre ecología, y cuenta con la financiación del Gobierno de Cantabria.
- Puesta en marcha de la Agenda 21 Local para el desarrollo sostenible de la zona, con la colaboración de los ayuntamientos
- Servicio BICITEC de préstamo gratuito de bicicletas para los tres ayuntamientos, cuya red de estaciones está integrada con la de Torrelavega.
- Programa de dinamización de la Tercera Edad, que cuenta con la Escuela de Adultos, talleres de memoria y gerontogimnasia, y excursiones, entre otras actividades.
- Programa de dinamización de la Juventud, que incluye actividades de ocio alternativo y talleres de prevención del alcoholismo, entre otras propuestas.

## Enlaces de interés
- Mancomunidad Altamira-Los Valles

- Datos: Q5991075